# Heshet
Heshet eller dysfoni är en avvikelse i röstkvaliteten, det vill säga att rösten inte låter som vanligt. Dysfoni förekommer till exempel i samband med förkylningar men även vid andra röstproblem.
Långvarig heshet kan bero på en röstrubbning. Det kan röra sig om en allvarligare åkomma, till exempel stämbandscancer, eller någon mindre allvarlig störning som kräver ett kirurgiskt ingrepp eller röstterapi, exempelvis stämbandsförlamning, stämbandspolyp eller knottror.
Habituell dysfoni är en funktionell röstrubbning som innebär att röstbeteendet gör att rösten låter avvikande utan att det finns några förändringar på stämbanden och utan att det finns problem att rent fysiskt använda rösten. Detta kan leda till andra röststörningar, till exempel fonasteni (rösttrötthet) och knottror.
Psykogen dysfoni är en form av dissociativ störning som kan uppkomma efter en extrem stress eller ett trauma, se dissociativ motorisk störning.
I svensk folktro ansåg man att heshet kunde bero på att en räv hade fått syn på en innan man själv hunnit se djuret. Som botemedel mot hesheten skulle man gå till spisen och ropa upp i skorstenen: "Ge mig min röst igen!"